# 長谷川不二雄
長谷川 不二雄（はせがわ ふじお、1922年6月10日 - 2016年1月22日）は、日本の経営者。日本製粉社長、会長を務めた。

## 経歴
北海道出身。1944年に早稲田大学法学部を卒業し、1946年6月に日本製粉入社。
1978年6月に取締役に就任し、1982年6月に常務、1984年6月に専務を経て、1989年6月には社長に就任。1993年6月に会長に就任し、1997年6月に相談役を経て、2000年6月には特別顧問に就任。
1998年11月に勲三等旭日中綬章を受章。
2016年1月22日老衰のために死去。93歳没。